# Michael Angus
Michael Angus (ur. 17 września 1954 w Evanston) – amerykański kierowca wyścigowy.

## Biografia
Na początku lat 80. zadebiutował w Formule Atlantic. W latach 1984–1985 wygrał SCCA National Championship Runoffs. W 1985 roku został mistrzem Wschodniego Wybrzeża Formuły Atlantic. Ścigał się wówczas Raltem RT4, odnosząc dwie wygrane. Po 1986 roku zrezygnował w profesjonalnych wyścigów. W latach 2006–2007 wziął udział w kilku eliminacjach Formuły SCCA.